# Astra 600
La Astra 600 es una pistola semiautomática española que fue producida por Astra, Unceta y Cia. Era muy similar a la Astra 400, pero disparaba el cartucho 9 x 19 Parabellum al haber sido fabricada bajo pedido de la Wehrmacht y empleada en la Segunda Guerra Mundial. Se fabricaron aproximadamente 59.400 unidades antes del cese de su producción. 

## Diseño
Al estar basada en la Astra 400, la Astra 600 tenía el diseño y el mecanismo similares a su predecesora. Era una pistola sin martillo externo que disparaba a cerrojo abierto. Tenía un muelle recuperador inusualmente fuerte, que dificultaba apretar el gatillo. El fuerte muelle recuperador también dificultaba mover la corredera para cargar y desensamblar la pistola. Se produjeron unas quince pistolas que disparaban el cartucho 7,65 x 17 Browning.

## Historia
En 1943, el gobierno alemán solicitó a Astra, Unceta y Cia que rediseñe la Astra 400 para disparar el cartucho 9 x 19 Parabellum. A fines de 1943, cincuenta unidades de la nueva Astra 600 fueron enviadas a Alemania para su evaluación, aprobándose su suministro a las Fuerzas Armadas alemanas, con la designación Pistole Astra 600/43. La orden alemana fue de aproximadamente 50.000 unidades, con el primer lote de 2.950 pistolas siendo enviado el 16 de mayo de 1944. Un segundo lote de 5.000 pistolas llegó a Alemania el 23 de julio y el lote final de 2.500 pistolas fue enviado a Alemania el 16 de julio de 1944. El suministro a Alemania cesó cuando se levantó la ocupación alemana de Francia y se cortaron las líneas de abastecimiento. Las Astra 600 que no pudieron ser enviadas a Alemania durante la Segunda Guerra Mundial fueron almacenadas como armamento de reserva por el gobierno español. Pequeños lotes de esta pistola fueron vendidos a Turquía, Portugal, Chile y Costa Rica hasta 1951, cuando las restantes Astra 600 fueron vendidas a Alemania Occidental. Las fuerzas policiales de Alemania Occidental emplearon estas pistolas hasta fines de la década de 1960, cuando Interarms compró las restantes pistolas para exportarlas al mercado de armas civil estadounidense.
Con una pistola Astra 600/43, el grupo terrorista ETA realizó su primer asesinato en 1968.

## Marcajes
Las Astra 600 que fueron vendidas a las Fuerzas Armadas alemanas durante la Segunda Guerra Mundial son usualmente mencionadas como "del primer contrato". Pueden identificarse por un marcaje del Waffenamt en la parte posterior del lado derecho de la empuñadura. Las pistolas coloquialmente llamadas "del segundo contrato" son aquellas del lote vendido a Alemania Occidental y pueden identificarse por tener un número de serie que empieza desde 31.350. Las pistolas vendidas a la Marina portuguesa están marcadas con la abreviación "MRP" en el lado superior izquierdo de la corredera.

## Usuarios
- España
- Alemania
  -  Alemania nazi
  -  Alemania Occidental:[4] Policía
- Portugal: Marina portuguesa
- Turquía